# 말라바족
말라바족(브라흐미 문자: 𑀫𑁆𑀫𑀸𑀭𑀯) 또는 말와족은 고대 인도의 부족이다. 현대 학자들은 그들을 기원전 4세기 알렉산드로스 대왕의 침공 당시 펀자브에 정착한 말리족과 동일시한다. 그 후 말라바족은 남쪽으로 오늘날의 라자스탄주, 마디아프라데시주, 구자라트주로 이주했다. 그들의 권력은 서사트라프 (2세기), 굽타 황제 사무드라굽타 (4세기), 그리고 찰루키아 황제 풀라케신 2세 (7세기)에 대항하다 패배하며 점차 쇠퇴해갔다.
같은 이름을 가진 펀자브 지역과 인도 중부의 말와 지역은 둘 다 이들의 이름을 따서 명명되었다. 나중에 비크람 삼바트로 알려지게 된 말라바력은 아마도 그들에 의해 처음 사용되었을 것이다.

## 역사

### 기원전
말라바족은 마하바라타와 마하바시야를 포함한 여러 고대 인도 문헌에 언급되어 있다. 마하바라타에 따르면, 사비트리의 아버지인 마드라 왕 아슈바파티의 아들 백 명은 그들의 어머니 말라비의 이름을 따서 말라바로 알려졌다고 한다. 파니니는 말라바를 구체적으로 언급하지는 않았지만, 그의 수트라 V.3.117에서 아유다지비 상가(무기를 직업으로 사는 사람들)라고 불리는 부족 집단을 언급하고 있고, 카시카족은 말라바족과 크슈드라카족을 이 부족 집단에 포함한다. 말라바족은 또한 파탄잘리의 마하바쉬야(IV.1.68)에서도 언급된다.
말라바족의 원래 고향이 어딘지는 확실하지 않지만, 현대 학자들은 일반적으로 고대 그리스의 기록에서 알렉산드로스 대왕에 맞서 전쟁을 벌인 것으로 언급된 "말리" 또는 "말로이"와 연관짓는다. 기원전 4세기에 알렉산드로스 대왕의 침공 당시 말리족은 라비강과 체나브강이 합류하는 북쪽 지역인 오늘날의 펀자브 지역에서 살고 있었다.

### 남쪽으로의 이주

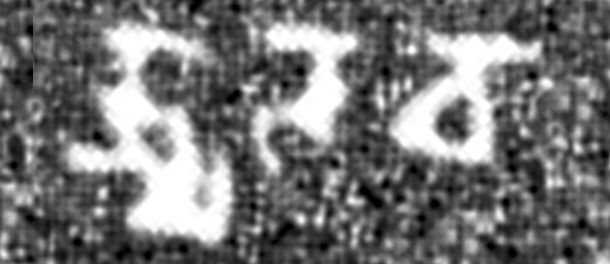
사무드라굽타 (350-375 CE)의 알라하바드 기둥 비문에 나오는 이름 "말라바"(브라흐미 문자 : 𑀫𑁆𑀫𑀸𑀭𑀯).

나중에 인도-그리스 왕국이 펀자브를 점령하면서 말라바인(또는 적어도 그들 중 많은 인구)들은 오늘날의 라자스탄주로 이주했다. 이들은 말라바나가라(오늘날의 나가르 요새)에 본부를 두었을 것으로 추정되며, 이곳에서 수천 개의 동전이 발견되었다. 이 동전들은 말라바남 자야(말라바족의 승리)라는 전설을 지니고 있으며, 기원전 250년에서 서기 250년 사이에 만들어졌다. 말라바기의 여러 비문이 라자스탄의 여러 지역에서 발견되었는데, 이는 말라바의 영향력이 라자스탄의 더 넓은 지역까지 확장되었음을 시사한다.
또한 원래 펀자브 지역에 거주하던 말라바족은 후나족의 침입으로 인해 중인도/라자스탄으로 이주했다.
말라바족은 결국 중인도의 말와 지역으로 이주했는데, 이 지역은 서기 2세기 이후에 그들의 이름을 따서 명명되었다.

#### 서사트라프와의 갈등

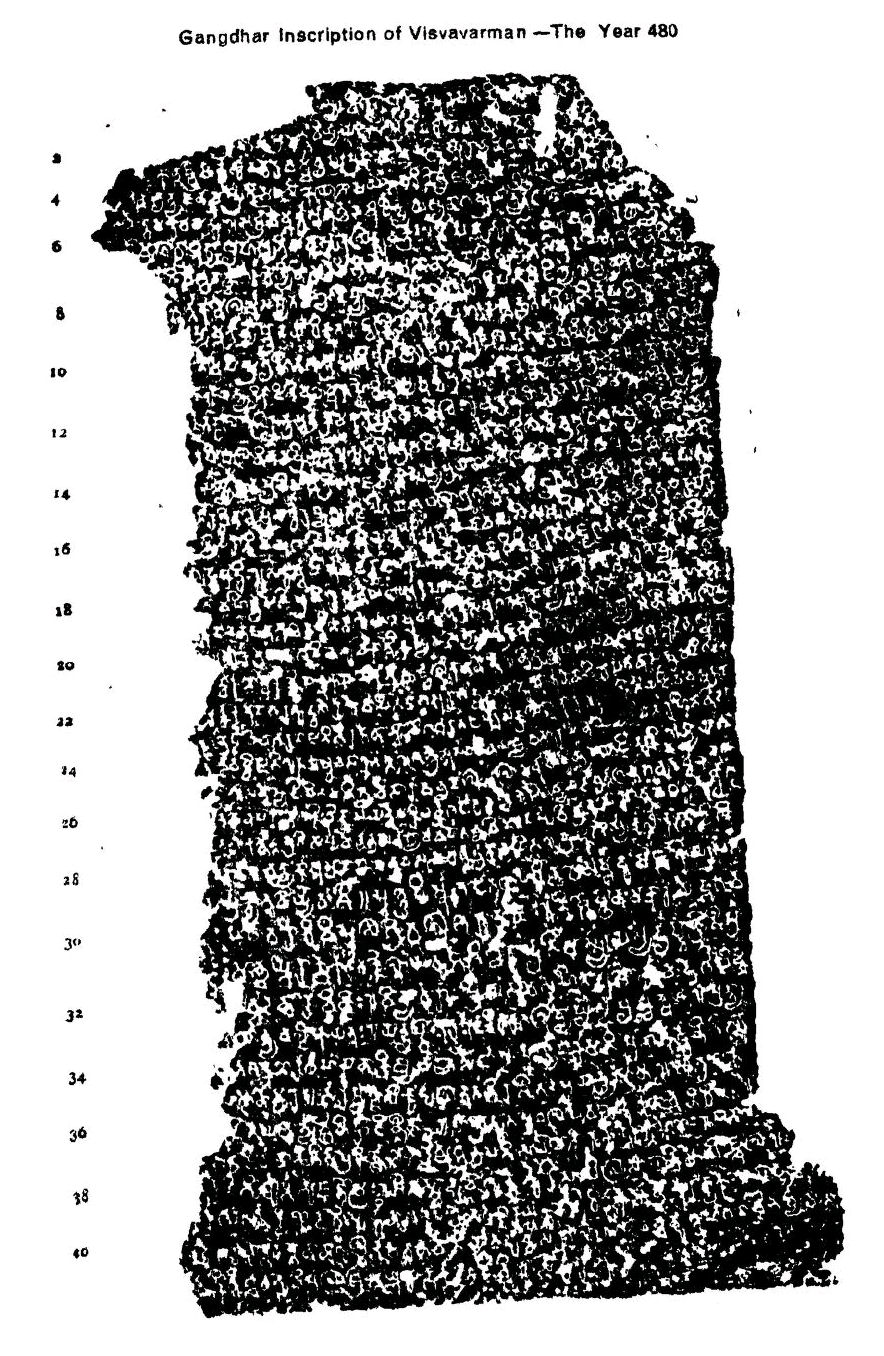
말라바족의 한 분파인 아울리카라족의 왕이자 쿠마라굽타 1세와 동시대인인 비스바바르만의 강가다르 석비문, 서기 423년.

서기 120년경 말라바족은 우타마바드라족 왕을 남쪽으로 포위한 것으로 언급되지만, 우타마바드라족은 마침내 서사트라프에 의해 구출되었고, 말라바인들은 압사당했다. 이 설명은 나하파나의 부왕 우샤바다타가 만든 나시크 석굴 비문에 나타난다.
... 그리고 내가 주의 명으로, 말라야족에게 장마철을 맞아 포위당한 우타마바드라 족장을 풀어주러 갔는데, 말라야족은 굉음만 내며 도망쳤으며, (내가 접근할 때) 그들은 모두 우타마바드라족 전사들의 포로가 되었다.— Inscription in Cave No.10 of the Nashik Caves.

#### 굽타 가문과의 갈등
기원전 4세기에 굽타 황제 사무드라굽타의 치세 동안 말라바인들은 라자스탄과 서부 말와에 거주했을 것으로 추정된다. 사무드라굽타의 알라하바드 기둥 비문에는 그에게 정복된 부족들 중에서 말라바족의 이름이 나와 있다: 
(22–23행) "(사무드라굽타, 그의) 강력한 통치는 말라바족, 아르주나야나족, 야우데야족, 마드라카족, 아비라족, 프라르주나족, 사나카니카족, 카카족, 카라파리카족 및 기타 (부족)들이 모든 공물을 바치고, 명령을 집행하고, 사마타타, 다바카, 카마루파, 네팔라 및 카르트리푸라 등의 변경 통치자들이 복종하기 위해 (그의 궁정을) 방문함으로써 촉진되었다."— 사무드라굽타의 알라하바드 기둥 비문 제22-23행(서기 350-375년).

말와 지역을 다스리던 아울리카라족은 말라바계 씨족이었을 수도 있고, 말와라는 이름이 이 지역에 적용된 것에 책임이 있었을 수도 있다.

### 굽타 이후 시대
굽타 이후의 기록은 말라바족이 오늘날의 마디아프라데시와 구자라트를 포함한 여러 지역에서 존재했음을 증명한다.

#### 구자라트의 말라바족
7세기 중국 당나라 승려인 현장은 말라바(摩臘婆, 마납파)를 오늘날의 구자라트에 위치한 것으로 비정하며, 케타와 아난다푸라(바드나가르)를 말라바국의 일부로 묘사하고 있다. 현장은 이 말라바 국가가 마이트라카 왕국의 일부였다고 제시한다. 그는 바나바타처럼 우자이니를 별개의 영토로 묘사하지만, 바나바타와는 달리 우자이니의 서쪽에 말라바를 비정시킨다. 말라바족을 무찌른 찰루키아 왕 풀라케신 2세의 7세기 아이홀 비문에도 그들이 오늘날의 구자라트에 위치해 있다. 9세기 라슈트라쿠타 기록에는 그들의 황제 고빈다 3세가 라타국(구자라트 남부)에 주지사 카카를 배치하여 구르자라-프라티하라가 말라바로 진출하는 것을 확인했다고 명시되어 있다.

#### 마디아프라데시의 말라바족
비록 궁극적으로 말와로 알려지게 된 지역이 우자인을 포함하고 있지만, 굽타 이후의 기록은 말라바족의 영토와 우자인 주변 지역을 구분한다. 바나바타의 카담바리 (7세기)는 오늘날 말와 동부의 비디샤를 말라바족의 수도로, 오늘날 서부의 우자이니(우자인)를 뚜렷한 아반티 왕국의 수도로 묘사한다. 이 말라바 왕은 605년경 푸슈야부티 왕 라지야바르다나에게 패배했으며, 이는 바나바타의 하르샤차리타와 푸슈야부티 비문에서도 확인할 수 있다. 말라바와 우자인 지역의 차이는 9세기 무슬림 역사가 알발라두리의 저술에서도 찾아볼 수 있는데, 그는 신드의 아랍 총독 주나이드가 서기 725년경 우자인과 알말리바(말라바)를 습격했다고 말한다.
10세기 이후부터 역사적 기록들은 오늘날의 말와 지역을 다스리던 파라마라족을 가리키기 위해 말라바족이라는 용어를 사용한다. 파라마라족은 고대 말라바족의 후손일 가능성이 높다. 비록 그들이 고대 말라바족의 이름을 딴 말와 지역을 다스리기 시작하면서 말라바족이라고 불리게 되었지만 말이다. 야다바프라카샤의 비자얀티(11세기경)에서 아반티(우자인 주변 지역)와 말라바는 동일한 것으로 기록되어 있다. 따라서 현재 일컬어지는 말와의 정의는 10세기 후반에 대중화된 것으로 보인다.

## 말라바기
나중에 비크라마 삼바트로 알려지게 된 이 시대는 말라바족과 연관되어 있다. 처음에는 크리타기로 언급되었고 그 다음에는 말라바기로 언급되었다. 아마도 이 시대는 서기 898년 차하마나 통치자 찬다마하세나의 돌푸르 석각에서 처음으로 비크라마기로 언급되었을 것이다.

## 역대 통치자
- 소마 : 루드라세나 1세가 사망한 후 말라바족이 서사트라프부터 독립을 다시 주장함 [10]
- 비슈바바르만 :  서기 423년경.
- 반두바르만 : 그의 아들이자 쿠마라굽타의 봉신.

## 같이 보기
- 말와

## 서지
- Ashvini Agrawal (1989). 《Rise and Fall of the Imperial Guptas》. Motilal Banarsidass. ISBN 978-81-208-0592-7.
- B. C. Law (1973). 《Tribes in Ancient India》. Bhandarkar Oriental Research Institute.
- Bela Lahiri (1974). 《Indigenous states of northern India, circa 200 B.C. to 320 A.D.》. University of Calcutta.
- D. C. Sircar (1971). 《Studies in the Geography of Ancient and Medieval India》. Motilal Banarsidass. ISBN 978-81-208-0690-0.
- P. K. Bhattacharyya (1977). 《Historical Geography of Madhya Pradesh from Early Records》. Motilal Banarsidass. ISBN 978-81-208-3394-4.
- Parmanand Gupta (1989). 《Geography from Ancient Indian Coins & Seals》. Concept. ISBN 978-81-7022-248-4.
- Tej Ram Sharma (1978). 《Personal and Geographical Names in the Gupta Inscriptions》. Concept. 258쪽. OCLC 249004782.
- Kapur Singh (1959). 《Parasharprasna: Or the Baisakhi of Guru Gobind Sing (an Exposotion of Sikhism)》. Hind. 340쪽.